# Pompignan (Gard)

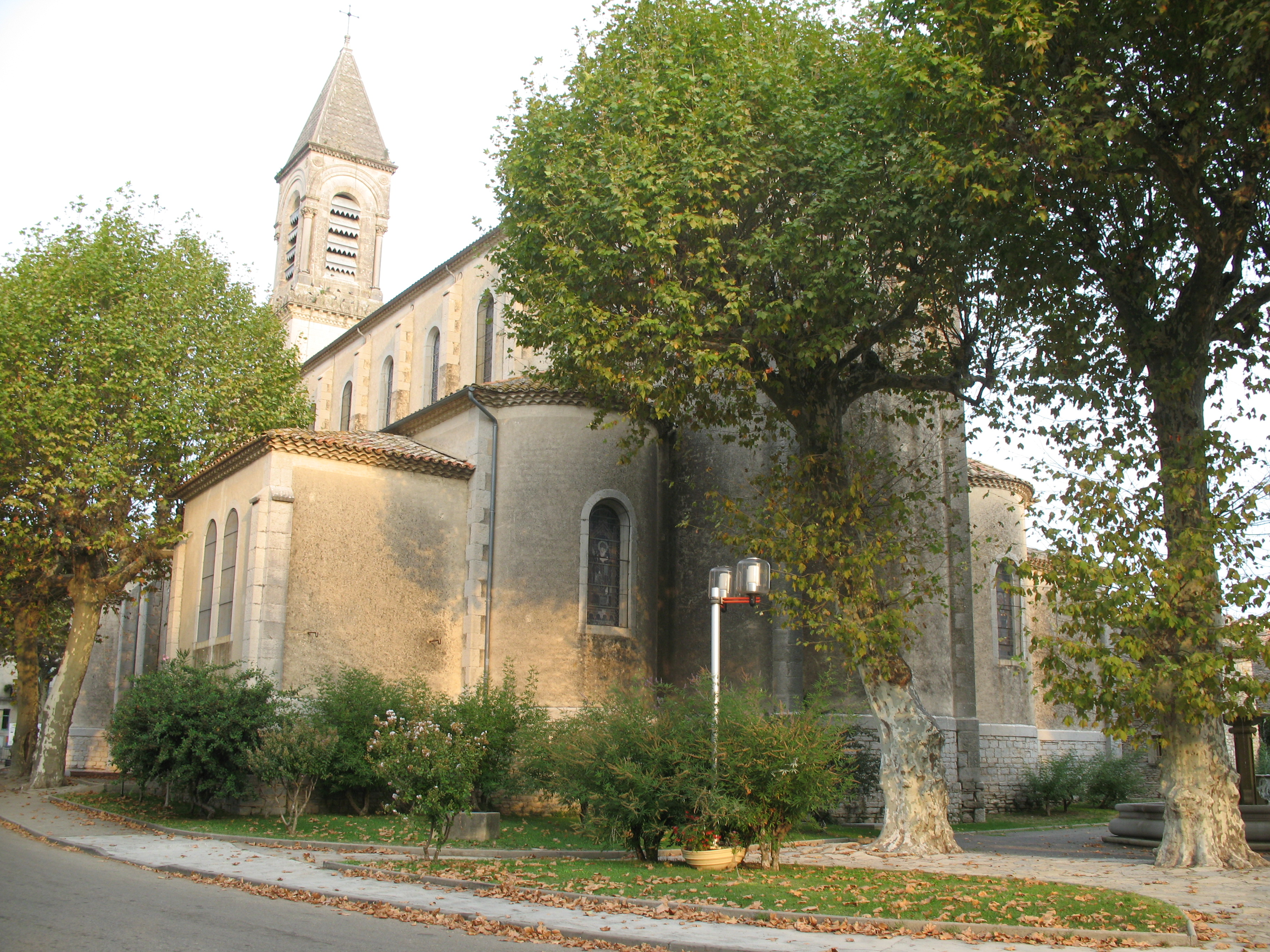
Église St-Pancrase

Pompignan (okzitanisch: Pompinhan) ist ein südfranzösischer Ort und eine Gemeinde mit 914 Einwohnern (Stand: 1. Januar 2022) im Département Gard in der Region Okzitanien.

## Lage
Pompignan liegt in einem von den zwei Quellarmen des Flüsschens Rieu Massel eingerahmten Talkessel der südöstlichen Ausläufer der Cevennen in einer Höhe von ca. 180 m ü. d. M. ca. 44 km nördlich von Montpellier. Das Klima ist gemäßigt; Regen fällt über das ganze Jahr verteilt.

## Bevölkerungsentwicklung
| Jahr      | 1800 | 1851 | 1901 | 1954 | 1999 | 2017 |
| --------- | ---- | ---- | ---- | ---- | ---- | ---- |
| Einwohner | 1103 | 1367 | 1037 | 735  | 651  | 957  |

Der Bevölkerungsrückgang seit der zweiten Hälfte des 19. Jahrhunderts ist hauptsächlich auf den Verlust an Arbeitsplätzen infolge der Mechanisierung der Landwirtschaft zurückzuführen. Das erneute Bevölkerungswachstum zu Beginn des 21. Jahrhunderts ist im Wesentlichen auf die Neuansiedlung von Handwerk und Kleinindustrie zurückzuführen.

## Wirtschaft
Die Einwohner von Pompignan lebten jahrhundertelang als Selbstversorger von den Erträgen ihrer Felder und Gärten; auch die Viehzucht (Schafe, Ziegen, Hühner) spielte eine gewisse Rolle. Von Bedeutung waren und sind die Kalksteinbrüche und der Weinbau in der Umgebung des Ortes. Im 17. und 18. Jahrhundert gab es wegen der üppigen Wälder in der Region zahlreiche Glasbläsereien und Gerbereien. Infolgedessen sind die Wälder in den Tallagen heute weitgehend verschwunden.
Seit 1994 gibt es in dem kleinen Ort das Tonstudio That Sound Music – Recall, das im Jazzbereich zahlreiche Victoires de la Musique- Produktionen hervorbrachte sowie den Prix de l’Académie du Jazz und mehrere Prix de l’Académie Charles Cros-Auszeichnungen.

## Geschichte

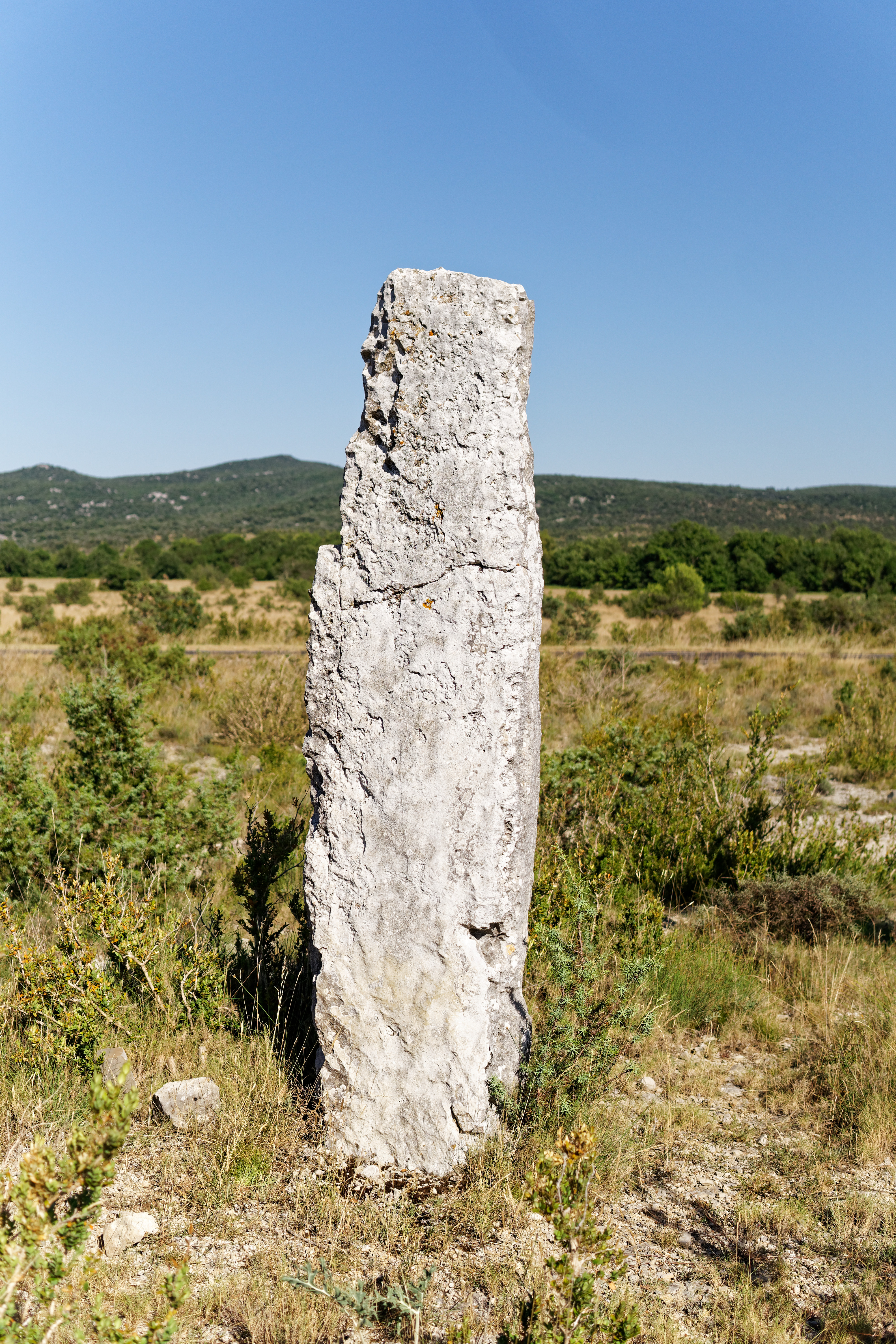
Menhir von Rieu Massel

In der Umgebung von Pompignan wurden zahlreiche steinzeitliche Funde gemacht. Die Geschichte des Ortes lässt sich auf ein römisches Landgut (villa rustica) zurückführen; die erste schriftliche Erwähnung des Ortsnamens stammt aus dem Jahr 1384. Im 16. Jahrhundert setzte sich in der Region der Protestantismus weitgehend durch, wurde jedoch durch das Edikt von Fontainebleau (1685) verboten und anschließend verfolgt. Durch den Kamisardenaufstand (1702–1704) entstand erneut Unruhe in der Gegend. Die Revolutionsjahre brachten den Kult der Vernunft und den Kult des höchsten Wesens; danach fand eine gewisse Liberalisierung statt.

## Sehenswürdigkeiten
- Die dreischiffige Kirche Saint-Pancrase entstand in der zweiten Hälfte des 19. Jahrhunderts im Stil der Neoromanik und der Neogotik. Teile eines Vorgängerbaus, der nach der Revolution als Rathaus diente, wurden dabei integriert. In ihrem Portalbogen finden sich möglicherweise deshalb die Schlagworte Liberté, Égalité, Fraternité.

außerhalb
- Die Einsiedelei Notre Dame de Monnier befindet sich ca. 6 km nordwestlich des Ortes in einer Höhe von ca. 400 m unweit der Grenze zum westlich gelegenen Département Hérault.

## Persönlichkeiten
- Mathias Alphonse Bourras (1836–1880), General im Krieg 1870/71, wurde in Pompignan geboren. Zu seinen Ehren schuf der Bildhauer Léopold Morice um das Jahr 1890 eine lebensgroße Bronzestatue, die auf dem Marktplatz des Ortes aufgestellt wurde.